# Eupithecia eberti
Eupithecia eberti là một loài bướm đêm trong họ Geometridae.